# Лангель, Андрей Андреевич
Андрей Андреевич Лангель (фин. Andreas von Langell) (ок. 1744 — 14 июня 1808) — государственный деятель Российской империи, тайный советник.

## Биография
Уроженец Финляндии, немец.
Масон, в 1773 году упомянут уже как давний масон, посетитель петербургской ложи «Урания». В 1782 секретарь петербургской ложи «Пеликан».
С 1784 по 23 апреля 1786 — поручик правителя (вице-губернатор) Таврической области, коллежский советник.
В 1786 — поручик правителя Олонецкого наместничества.
С 23 октября 1786 до 25 января 1797 — поручик правителя Ревельского наместничества, статский советник (7 февраля 1795).
С 25 января 1797 — губернатор Эстляндской губернии, действительный статский советник.
С 1803 — тайный советник.
Умер 14 июня 1808 г.

## Награды
- Орден Святого Владимира 4-й степени (1786)[3]
- Орден Святого Владимира 3-й степени (1793)[4]
- Орден Святой Анны 1-й степени (21.07.1799)[5]

## Семья
Сын — Николай Андреевич Лангель (1794-30.06.1853) — генерал-лейтенант (1844), воронежский губернатор (18.12.1846-10.04.1853).